# Blake of Scotland Yard (1937)
Blake of Scotland Yard é um seriado estadunidense de 1937, em 15 capítulos, produzido pela Victory Pictures Production e dirigido por Robert F. Hill. O seriado, no gênero aventura, tem sido considerado o último seriado norte-americano independente, e foi também editado em um filme de 73 minutos. Em 1927, a Universal Pictures produzira um seriado homônimo,também dirigido por Robert F. Hill.[carece de fontes?]
Este e Shadow of Chinatown, de 1936, foram os dois seriados produzidos pela Victory Pictures Corporation, de Sam Katzman, ambos lançados simultaneamente nos cinemas em edições resumidas.[carece de fontes?]

## Sinopse
Sir James Blake, agente aposentado da Scotland Yard, tenta ajudar Hope, sua sobrinha, e seu amigo Jerry, a desenvolver uma invenção. Sir James acha que a invenção tem o potencial de prevenir as guerras e tem planos de doá-la à Liga das Nações. Uma gangue de criminosos, porém, liderada pelo "Scorpion", rouba o dispositivo, e Blake e seus colegas tentam recuperar a invenção e descobrir a identidade de "Scorpion".[carece de fontes?]

## Elenco
- Ralph Byrd… Dr. Jerry Sheehan
- Herbert Rawlinson… Sir James Blake
- Joan Barclay… Hope Mason
- Lloyd Hughes… Dr. Marshall, 'The Scorpion'
- Dickie Jones… Bobby Mason
- Lucille Lund… Duquesa [Capítulos 1-6, 14]
- Nick Stuart… Julot [Cap. 2-4, 9-10, 14]
- Sam Flint… Chefe Insp. Henderson
- Gail Newbury… Mimi [Cap. 2-4, 9-11]
- Jimmy Aubrey… The Hag / Barão Polinka
- Theodore Lorch… Daggett (creditado como Ted Lorch)
- George DeNormand… Pedro [Cap. 1-7, 14]
- Bob Terry… Peyton
- William Farrel… Conde Basil Segaloff (creditado William Farrell)
- Frank Wayne… Charles
- George DeNormand.... dublê de Ralph Byrd (não-creditado)
- Bruce Bennett (não-creditado)

## Capítulos
1. The Mystery of the Blooming Gardenias
2. Death in the Laboratory
3. Cleared Mysteries
4. Mystery of the Silver Fox
5. Death in the River
6. The Criminal Shadow
7. Face To Face
8. The Fatal Trap
9. Parisian Rooftops
10. Battle Royal
11. The Burning Fuse
12. The Roofs of Limehouse
13. The Sting of the Scorpion
14. The Scorpion Unmasked
15. The Trap is Sprung